# Les Productions Rivard
Les Productions Rivard est une maison de production indépendante basée à Winnipeg au Canada, membre de l'APCF.
Elle a été fondée en 1995 par Louis Paquin OC et Charles Lavack. Leur objectif était de produire de la télévision et des films en français pour le marché canadien ainsi que le marché international,.
Le nom des Productions Rivard est inspiré par le Père Léon Rivard qui fut le premier cinéaste francophone de l'Ouest canadien.
La force de cette société se situe dans la création des productions de qualité[non neutre] pour le secteur de télévision en plusieurs genres. En plus de travailler avec des entreprises et des organismes communautaires, Les Productions Rivard ont collaboré avec plusieurs compagnies à travers le Canada et en France et ont mérité plusieurs prix et nominations aux prix Blizzards (1997, 2001 & 2003), aux Prix Gemini (1997 & 2001), au Festival international du film d'art et de pédagogique (2000) et au Festival international de film et vidéo Columbus (2000).
Pour reconnaître l'impact de leur travail bénévole dans le domaine des communications dans la communauté francophone du Manitoba, Louis Paquin et Charles Lavack ont reçu en 2005 le Prix Riel.

## Filmographie[8]
- 2016 : Chacun sa route
- 2016 : Chef Luc
- 2015 : Un musée pour l'Humanité
- 2015 : Sur la route des jardins
- 2014 : Viens voir ici ! Yared Nigussu
- 2013 : La Liberté
- 2013 : Identité 2.0
- 2012 : Marguerite hier et aujourd'hui
- 2011 : La Part du monde
- 2009 : Viens voir ici !
- 2009 : Destination nor'ouest 2 - Les Secrets du tournage
- 2009 : Destination nor'ouest 2
- 2009 : Ben voyons, Camille !
- 2006 : Mission XY
- 2006 : Destination nor'ouest
- 2005 : With the Eyes of an Angel
- 2005 : Building an Icon: The Story of the Provencher Bridge
- 2002 : Canada à la carte
- 2000 : Unique au monde